# De Radiguès

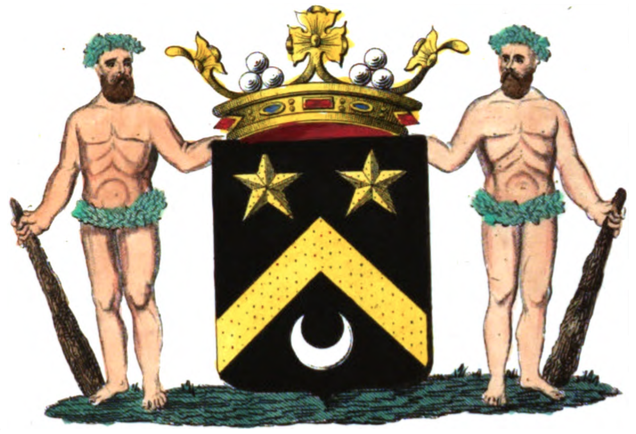
Wapen van de familie de Radiguès de Chennevière

De Radiguès de Chennevière (ook: De Radiguès Saint-Guédal de Chennevière) is een oude Zuid-Nederlandse adellijke familie.

## Geschiedenis
De stamreeks begint met Pierre de Radiguès, heer van Belleba en Lennotte die in 1410 een huwelijkscontract sloot, eerste vermelding van een telg van dit geslacht. Vanaf 1651 leverde het geslacht leden in dienst van de koningen van Frankrijk. Vanaf 1816 werden leden opgenomen in de adel van het Verenigd Koninkrijk der Nederlanden en zij behoren sinds de oprichting van België tot de Belgische adel. In de jaren 1400 waren er al in de familie de Radiguès die de titel jonkheer of markies voerden.

### Adelsbesluiten
- 1572: In 1572 werd de titel markies toegekend aan Jean-Pierre de Radiguès
- 1651: Viventien Radiguès kreeg adelsbevestiging vanwege koning Lodewijk XIV in 1651
- 1715: In 1715 kreeg Louis de Radiguès erkenning van adeldom door vonnis van de Raad van Luxemburg, in 1717 bevestigd door de Grote Raad van Mechelen
- 1763: Louis-Alexandre de Radiguès de Chennevière verkreeg in 1763 bevestiging van adeldom en van de titel van ridder van het Heilige Roomse Rijk
- 1816: benoeming van Marie Philippe Frédéric Charles René de Radiguès Saint-Guédal de Chennevière (1782-1847) in de Ridderschap van Luik met de titel van markies overgaande bij eerstgeboorte
- 1926: inlijving in de Belgische adel van Henri de Radiguès de Chennevière (1857-1927)
- 1966: verlening van de titel van baron overgaande bij eerstgeboorte aan vier broers, zonen van de stamvader van de tweede linie
- 2010: verlening van de titel van graaf voor hem en al zijn nakomelingen voor jhr. François de Radiguès de Chennevière (1941)

## Enkele telgen
Leopold markies de Radiguès Saint-Guédal de Chennevière (1737-1798), zoon van Louis-Alexandre de Radiguès de Chennevière die getrouwd was met barones Marie de Hombourg (1751-1831).
- Marie Philippe Frédéric Charles René markies de Radiguès Saint-Guédal de Chennevière (1782-1847), stamvader van de eerste linie
- Pontian de Radiguès de Chennevière (1784-1860)
  - Frédéric de Radiguès de Chennevière (1818-1899)
    - Jhr. Henri de Radiguès de Chennevière (1857-1927), stamvader van de tweede linie

### Eerste linie
Marie Philippe Frédéric Charles René markies de Radiguès Saint-Guédal de Chennevière (1782-1847), lid van de Ridderschap van Luik, lid van de Provinciale Staten van deze provincie en burgemeester van Vyle-et-Tharoul; trouwde met Guillemine de Gaiffier d'Emeville (1808-1899), dochter van burggraaf Jean-Jacques de Gaiffier d'Emeville. Ze kregen acht kinderen.
- Charles Bernard Ernest de Radiguès Saint Guédal De Chennevière (1835-1915),  trouwde met Marie Jeanne de Donnea (1841-1868)
  - Fernand markies de Radiguès Saint-Guédal de Chennevière (1859-1932), cavaleriekapitein
    - Pierre [markies] de Radiguès Saint-Guédal de Chennevière (1900-1963), volgde in 1932 zijn vader op in de titel van markies; werd in 1946 veroordeeld tot de doodstraf wegens collaboratie waarbij ook zijn adellijke titel van markies hem werd ontnomen; vluchtte naar Argentinië waar hij ook overleed, zonder nakomelingen
    - Fernand markies de Radiguès Saint-Guédal de Chennevière (1902-1983), werd in 1963 na het overlijden van zijn broer markies
      - René markies de Radiguès Saint-Guédal de Chennevière (1924-2016)
      - Jhr. Henri de Radiguès Saint-Guédal de Chennevière (1926-2012)
        - Dr. Xavier markies de Radiguès Saint-Guédal de Chennevière (1954), epidemioloog te Genève en chef de famille
          - Jhr. Amaury de Radiguès Saint-Guédal de Chennevière (2006), vermoedelijke opvolger als chef de famille

### Tweede linie
Jhr. Henri de Radiguès (1857-1927), ingenieur van bruggen en wegen en burgemeester van Yernée-Fraineux; trouwde in 1885 met Marguerite Minette (1861-1887), die in het kinderbed overleed, en hertrouwde in 1888 met Thérèse Minette (1865-1963), zus van zijn eerste vrouw. Hij kreeg een zoon uit het eerste huwelijk en zeven kinderen uit het tweede. Zijn tweede vrouw behoorde op zeer actieve wijze tot het Belgisch verzet zowel tijdens de Eerste als de Tweede Wereldoorlog.
- Ir. Louis baron de Radiguès de Chennevière (1887-1970), mijningenieur; trouwde met jkvr. Marie de Menten de Horne (1888-1966) en ze kregen vijf kinderen, onder wie drie zoons die voor afstammelingen zorgden tot heden
  - Dr. Philippe baron de Radiguès de Chennevière (1911-1979)
    - Ir. Hervé baron de Radiguès de Chennevière (1943), chef van de tweede linie
      - Jkvr. Barbara de Radiguès de Chennevière (1974), Brussels parlementslid

    - Jhr. dr. Serge de Radiguès de Chennevière (1949), mogelijk opvolger als chef van de tweede linie
      - Jhr. Thibault de Radiguès de Chennevière (1987), mogelijk opvolger als chef van de tweede linie
- Dr. Carlos baron de Radiguès de Chennevière (1889-1969), doctor in de rechten en ambassadeur; trouwde met jkvr. Ida de Sauvage Vercour (1888-1923) en in tweede huwelijk met jkvr. Marie-Thérèse de Moreau d'Andoy (1904-1990). Hij kreeg zeven kinderen, met afstammelingen tot heden.
- Jean baron de Radiguès de Chennevière (1893-1983); trouwde met jkvr. Jacqueline de Montpellier d'Annevoie (1893-1981). Ze hadden zes kinderen.
  - Jhr. Olivier de Radiguès de Chennevière (1932), piloot
    - Jhr. Patrick de Radiguès de Chennevière (1956), vicewereldkampioen motorrijden (uithoudingsvermogen).
    - Jhr. Didier de Radiguès de Chennevière (1958), vicewereldkampioen motorrijden (snelheid).
- Gérard baron de Radiguès de Chennevière (1901-1976)
  - François graaf de Radiguès de Chennevière (1941), bankier, administrateur van de Koningin Paolastichting

## Verzet
Zowel tijdens de Eerste als de Tweede Wereldoorlog trof men heel wat leden van deze familie onder de strijders of de verzetslieden. Enkele onder hen bekochten het met gevangenneming of de dood. Te vermelden zijn:
- Henri de Radiguès de Chennevière (1857-1927) was politiek gevangene tijdens de Eerste Wereldoorlog. Zijn vrouw, Thérèse de Radiguès (1865-1963), geboren Minette de Tillesse, was tijdens de Eerste Wereldoorlog lid van de verzetsgroep 'La Dame Blanche'. Tijdens de Tweede Wereldoorlog was  ze een van de hoofdpersonen in het netwerk 'Clarence' Ze kon bij ondervragingen de Duitsers overtuigen dat ze eigenlijk maar een seniele, oude vrouw was. 
  - Louis de Radiguès (1887-1970), was oorlogsvrijwilliger 14-18.
    - Henri de Radiguès (1916-2003) was inlichtingsagent tijdens de Tweede Wereldoorlog.

  - Carlos de Radiguès, oorlogsvrijwilliger in de Eerste Wereldoorlog, opgepakt in januari 44 bij zijn moeder Thérèse, overgebracht naar de Gestapo in Parijs maar op 5 april vrijgelaten. Actief bij 'Clarence' in Parijs. Getrouwd met Marie-Thérèse de Radiguès (1904-1990), geboren de Moreau d'Andoy, opgepakt in januari 1944, verdacht, na ondervragingen in maart 1944 vrijgelaten.
  - Marguerite de Radiguès (1891-1976), oorlogsvrijwilligster in de Eerste Wereldoorlog, echtgenote van Georges Clerinx (1892 - Mauthausen, 21 december 1944), was medewerkster van haar moeder.
  - Jean de Radiguès (1893-1983), oorlogsvrijwilliger in de Eerste Wereldoorlog (zwaargewond), in het verzet vanaf 1940. Hij verzamelde informatie uit de bankwereld en gaf die door. Hij organiseerde een ontsnappingsroute. Gearresteerd in november 1942 werd hij in april 1943 ter dood veroordeeld. Hij kwam terecht in gevangenissen in Sonnenburg, Wolfenbüttel, Maagdenburg, Brandenburg. Bevrijd door Russen in april 1945, maar toch nog vastgehouden, vluchtte hij op 22 juni 1945 naar België. Getrouwd met Jacqueline de Radiguès, geboren de Montpellier d'Annevoie. 
    - Charles de Radiguès (1922-1944), oudste zoon van Jean, lid van het Geheim Leger, verbindingsagent, overleden in het concentratiekamp Mauthausen op 22 oktober 1944.
    - Yves de Radiguès (1924-1950) lid van het Geheim Leger.

  - Xavier de Radiguès (1895-1944), oorlogsvrijwilliger 14-18.
  - Marie-Antoinette de Radiguès (1898-1997), medewerkster van haar moeder.
  - Gérard de Radiguès (1901-1976), tijdens de Eerste Wereldoorlog gearresteerd aan de Nederlandse grens en gedeporteerd.
  - Agnès de Radiguès (1903-2002), medewerkster van haar moeder.